# Saxifraga sect. Ligulatae
Saxifraga sect. Ligulatae es una sección del género Saxifraga. Contiene las siguientes especies:

## Especies
- Saxifraga callosa Sm.
- Saxifraga cochlearis Rchb.
- Saxifraga cotyledon L.
- Saxifraga crustata Vest
- Saxifraga florulenta Moretti
- Saxifraga hostii Tausch)
- Saxifraga khiakensis Holubec & Křivka
- Saxifraga kolenatiana Regel
- Saxifraga longifolia Lapeyr.
- Saxifraga paniculata Mill.
- Saxifraga valdensis DC.